# Glauconycteris
Glauconycteris là một chi động vật có vú trong họ Dơi muỗi, bộ Dơi. Chi này được Dobson miêu tả năm 1875. Loài điển hình của chi này là Kerivoula poensis Gray, 1842.

## Hình ảnh

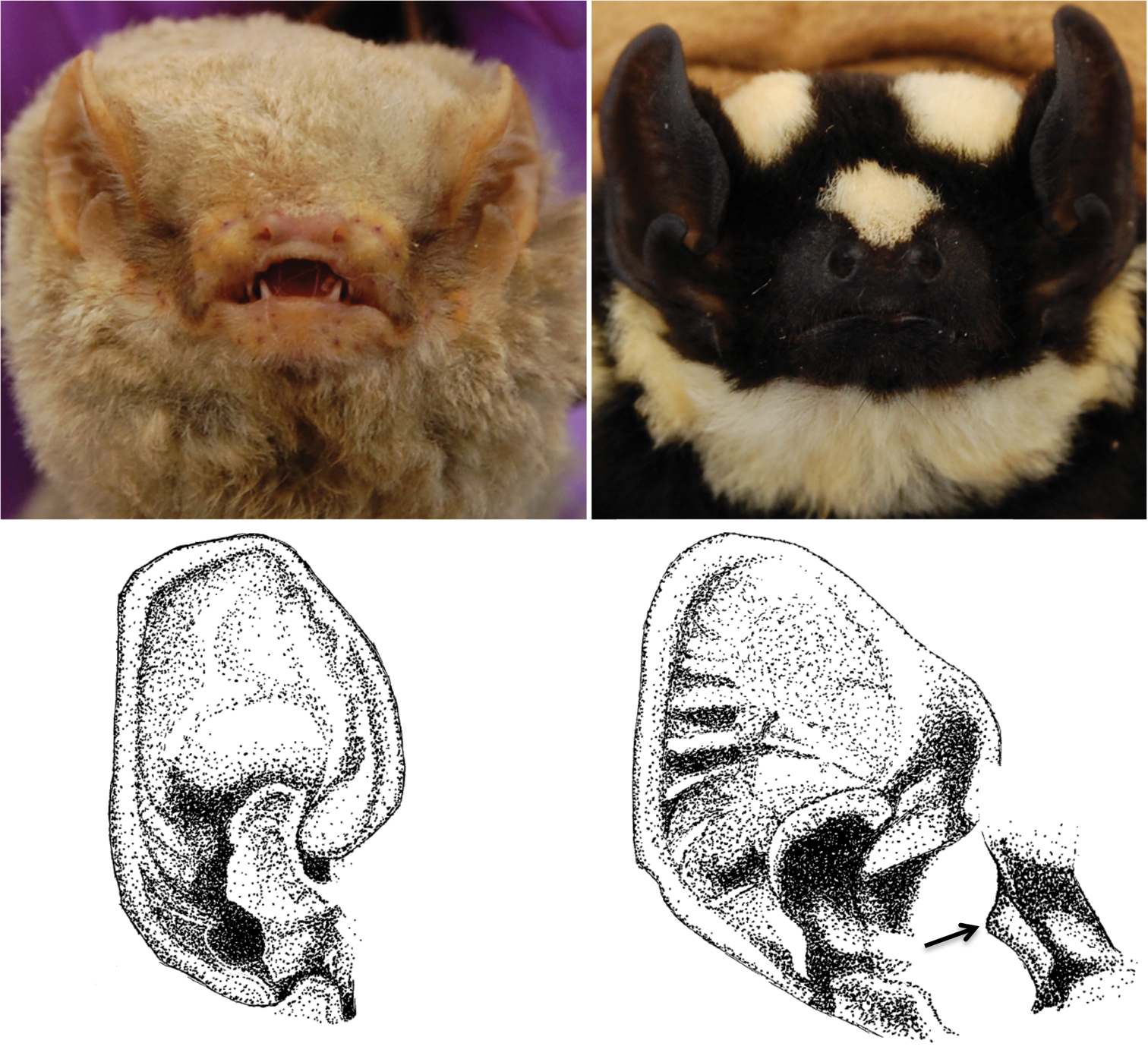

## Các loài
Chi này gồm các loài: